# K3 (muziekgroep)
K3 is een Belgisch-Nederlandse meidengroep met een Nederlandstalig poprepertoire, bestaande uit Hanne Verbruggen, Marthe De Pillecyn en Julia Boschman. Naast muziek, staat de groep ook centraal in vele tv-series, musicals en bioscoopfilms. De productie ligt sinds 2002 in handen van Studio 100. De naam van de groep verwijst naar de eerste letters van de eerste bezetting uit 1998: Karen Damen, Kristel Verbeke en Kathleen Aerts.
Kathleen Aerts verliet in 2009 de groep en werd na de talentenjacht K2 zoekt K3 opgevolgd door Josje Huisman, de eerste Nederlandse. Op 6 november 2015 werden Karen, Kristel en Josje opgevolgd door Hanne Verbruggen, Klaasje Meijer en Marthe De Pillecyn nadat zij de zoektocht K3 zoekt K3 wonnen. Begin 2021 werd bekend dat Klaasje uit de groep zou gaan en vond er dat jaar opnieuw een K2 zoekt K3 plaats om een nieuw lid te vinden. Van meer dan 22.000 kandidaten won Julia Boschman de talentenjacht en werd onderdeel van de groep.

## Geschiedenis

### 1998-2002: begin
Niels William had in 1997 een aantal zangeressen bij elkaar gebracht met de intentie een soort Vlaamse Spice Girls te vormen. De groep bestond uit Karen Damen, Kristel Verbeke en Kelly Cobbaut. De groep die toen nog Mascara heette, werd al regelmatig voor de grap K3 genoemd. Mascara heeft het nummer Alles heeft ritme van Frizzle Sizzle gecoverd. 
In 1998 wilde Cobbaut uit de meidengroep stappen, omdat ze een musicalstudie wilde volgen in Nederland. Ze zou vervangen worden door Deborah Ostrega, maar direct nadat die het contract had getekend, trok ze zich terug. Naar eigen zeggen zag Ostrega het toch niet zitten om in het Nederlands te zingen. Damen, Verbeke en Ostrega hadden nog geen gezamenlijk materiaal opgenomen.
Uiteindelijk wist William Kathleen Aerts te vinden als vervanging voor Kelly Cobbaut en doordat er opnieuw een derde K bij kwam, werd op 13 november 1998 besloten de naam officieel te veranderen naar K3.

Kort na vervanging werd de eerste single, Wat ik wil gelanceerd, maar deze was weinig succesvol. In 1999 nam K3 deel aan de preselecties voor de Belgische inzending naar het Eurovisiesongfestival met het nummer Heyah mama. Het liedje werd weinig positief beoordeeld door Marcel Vanthilt, die de meisjes fijne vleeswaren noemde. Heyah mama werd toch op single uitgebracht en werd de eerste grote hit voor de meidengroep. Het nummer bereikte de tweede plaats en bleef 25 weken in de Ultratop 50 staan.

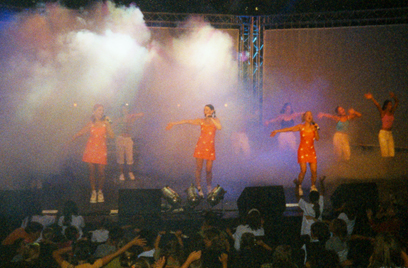
Karen Damen, Kristel Verbeke en Kathleen Aerts in Oostende (2001)

In snel tempo veroverde K3 Vlaanderen en een jaar later ook Nederland. De liedjesschrijvers werden Miguel Wiels, Alain Vande Putte en Peter Gillis. In 2002 speelden de leden van K3 de drie goede feeën in de door Gert Verhulst geregisseerde musical Doornroosje.

### 2002-2009: overstap naar Studio 100
In 2002 verkocht Niels William K3 aan Studio 100. Van 2003 tot 2013 presenteerde K3 een televisieserie voor kinderen, met de titel De Wereld van K3. Ook zijn er diverse dvd's verschenen. Op 10 mei 2008 bliezen zij tien verjaardagskaarsjes uit in de nieuwe K3-show K3 en het Toverhart.
K3 bracht ook negen succesvolle albums uit. Het achtste album Ya ya yippee was in de voorverkoop goed voor meer dan 50.000 verkochte cd's in de Benelux. Het negende album, Kusjes, was goed voor 20.000 verkochte cd's in de voorverkoop.

De film K3 en het magische medaillon volgde in 2004 en trok 450.000 bezoekers. Nederland volgde en K3 stond gedurende 2005 twaalf keer in een uitverkocht Ahoy in Rotterdam. Samen met drie optredens in het Sportpaleis in Antwerpen was dit de K3 in Ahoy/Het Sportpaleis tour.

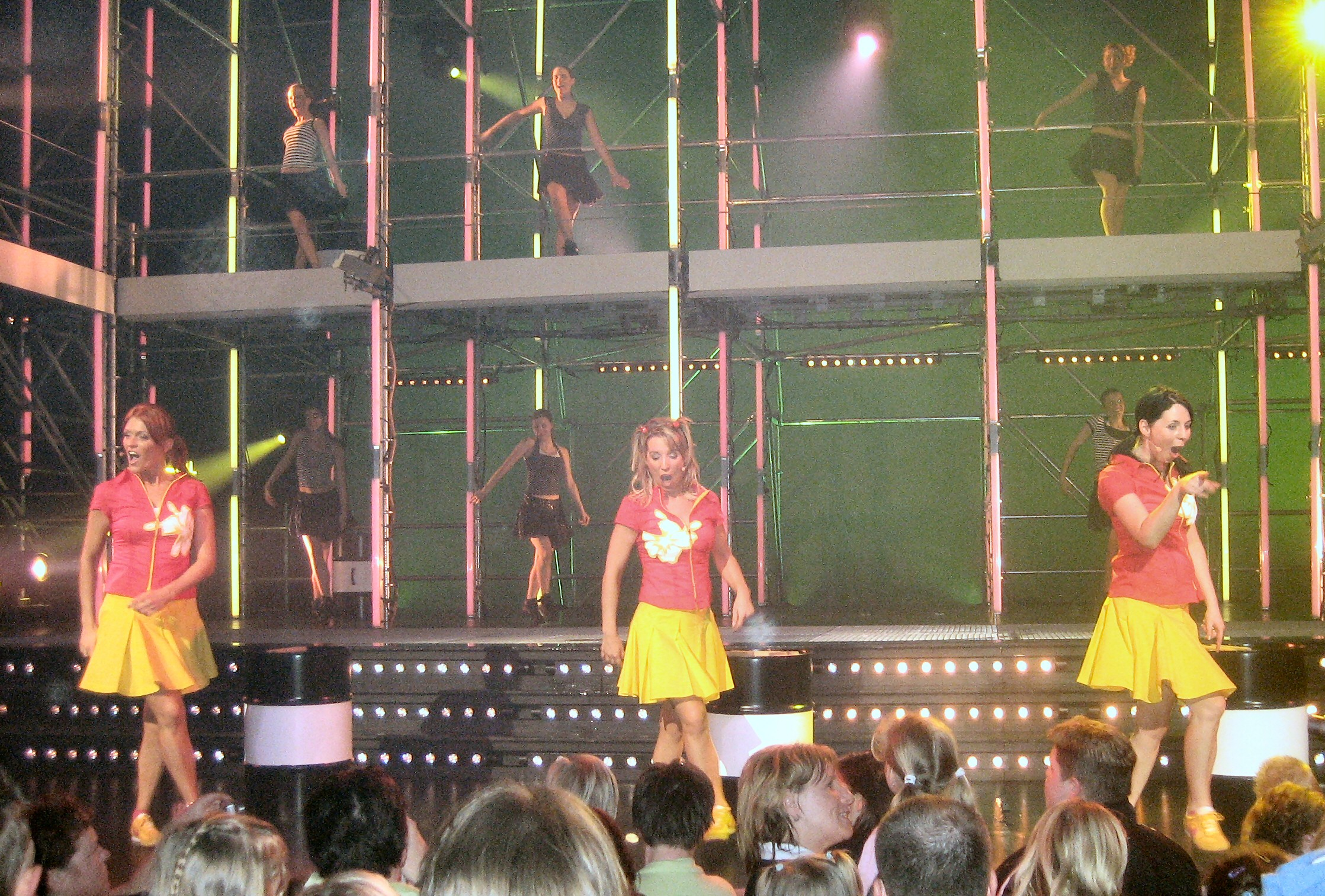
Karen Damen, Kathleen Aerts en Kristel Verbeke in Hasselt (2006)

Bij een feest ter ere van het tienjarig bestaan van Studio 100 openden de meiden in juni 2006 het K3-museum in Plopsaland en in juli 2007 onthulden ze hun wassen evenbeelden in Madame Tussauds Amsterdam. Het museum gaf een overzicht van hun carrière, met interviews, kleding, filmfragmenten en rekwisieten, waaronder de luchtscooters uit de film K3 en het magische medaillon. Ook de vele gouden en platina platen werden uitgestald. In 2008 verhuisde het museum naar het entreegebouw en in februari 2015 werd het gesloten.

### 2009-2015: nieuw lid Josje
In 2009 verliet Kathleen Aerts na tien jaar de groep. Karen Damen en Kristel Verbeke bleven samen verder gaan en ook onder dezelfde naam. Studio 100 maakte op 25 maart bekend dat er door middel van een tv-programma gezocht zou worden naar een nieuw lid. Die dag werd ook het wassen beeld van Aerts in Madame Tussauds verplaatst. Aerts brak niet alleen met K3, maar tevens met Studio 100. Zij wilde solo verder als zangeres bij KWAGGA, de uitgeverij van Niels William. Eind juni was het laatste optreden van K3 met Kathleen op het Studio 100 Zomerfestival 2009.
Via de Belgische zender VTM en de Nederlandse SBS6 ging K3 op zoek naar een nieuw lid door middel van een talentenjacht. Het werd vanaf 23 augustus 2009 uitgezonden als K2 zoekt K3. Op 3 oktober werd Josje Huisman de winnares van het programma.
De eerste single MaMaSé! werd in oktober 2009 platina. Op 23 november kwam een nieuw album uit, bestaande uit twee cd's: een met oude nummers die opnieuw ingezongen zijn (nu met Huisman) en een met twaalf nieuwe nummers.

Begin januari 2010 kwam het nieuws dat K3 een eigen komische reeks getiteld Hallo K3! zou krijgen. De sitcom werd een succes en uitgezonden op Z@PP, RTL Telekids en VtmKids. Ook kwam K3 in de herfst met een musical gebaseerd op Alice in Wonderland. Het tweede seizoen van Hallo K3! was ook vanaf 3 oktober 2011 in België te zien.

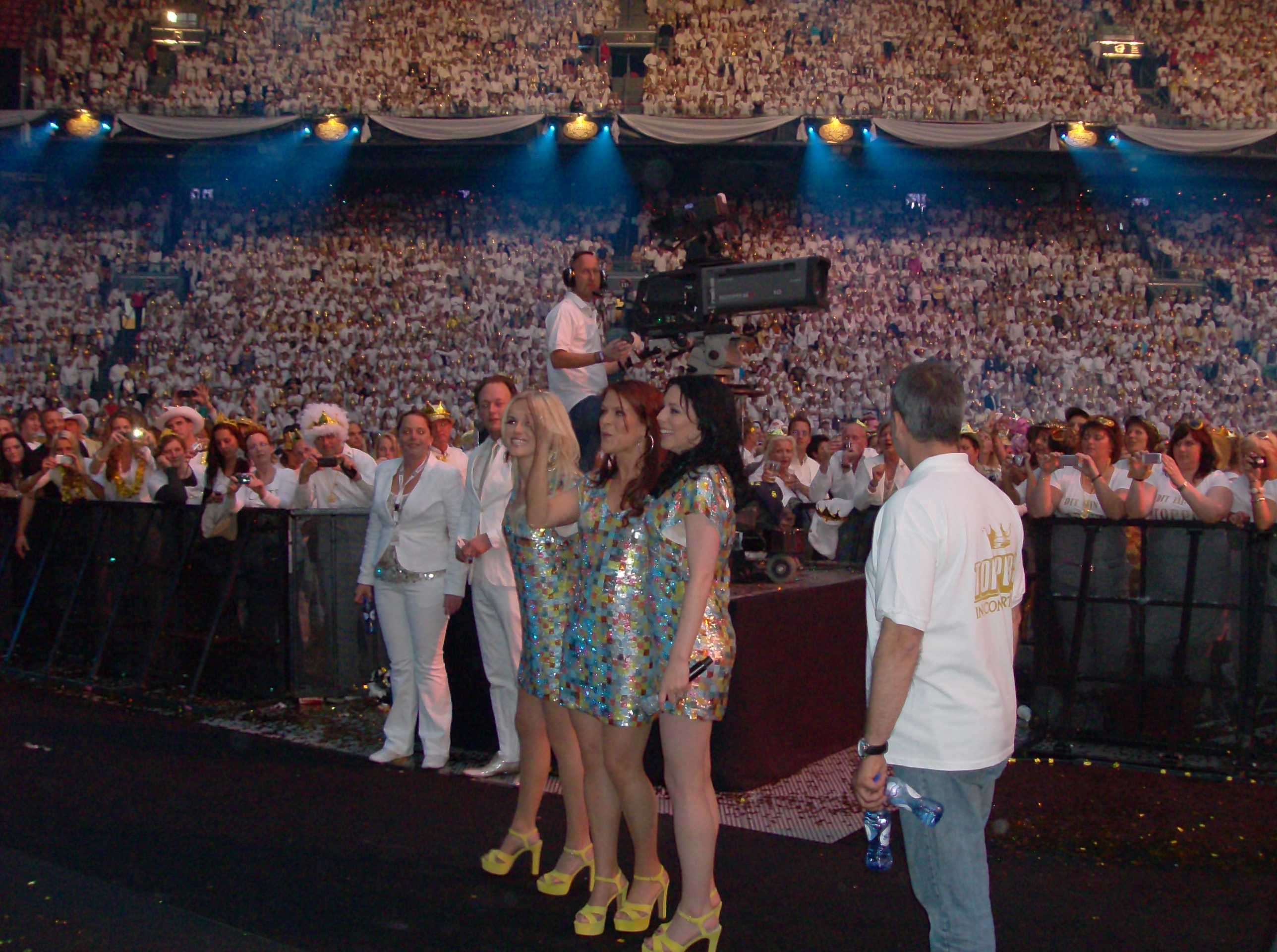
Josje Huisman, Karen Damen en Kristel Verbeke bij De Toppers in de Amsterdam ArenA (2011)

Een hoogtepunt was het gastoptreden bij De Toppers in 2011. Voor minimaal 69.000 volwassenen stonden Huisman, Damen en Verbeke drie avonden in de Amsterdam ArenA. Op 31 oktober kwam er een nieuwe single uit, Eyo! en op 18 november werd het gelijknamige album uitgebracht.

Op 12 december 2012 kwam de film K3 Bengeltjes uit in de bioscoop, nadat de titelsong Waar zijn die Engeltjes al begin juli verscheen. Dit lied stond wekenlang op 1 in de Vlaamse Top 10 van de Ultratop 50. Het album Engeltjes kwam ook eind 2012 uit en stond op 1 in de Nederlandse hitlijst en op 2 in Vlaanderen. Ook kwam het derde en laatste seizoen van Hallo K3! uit.

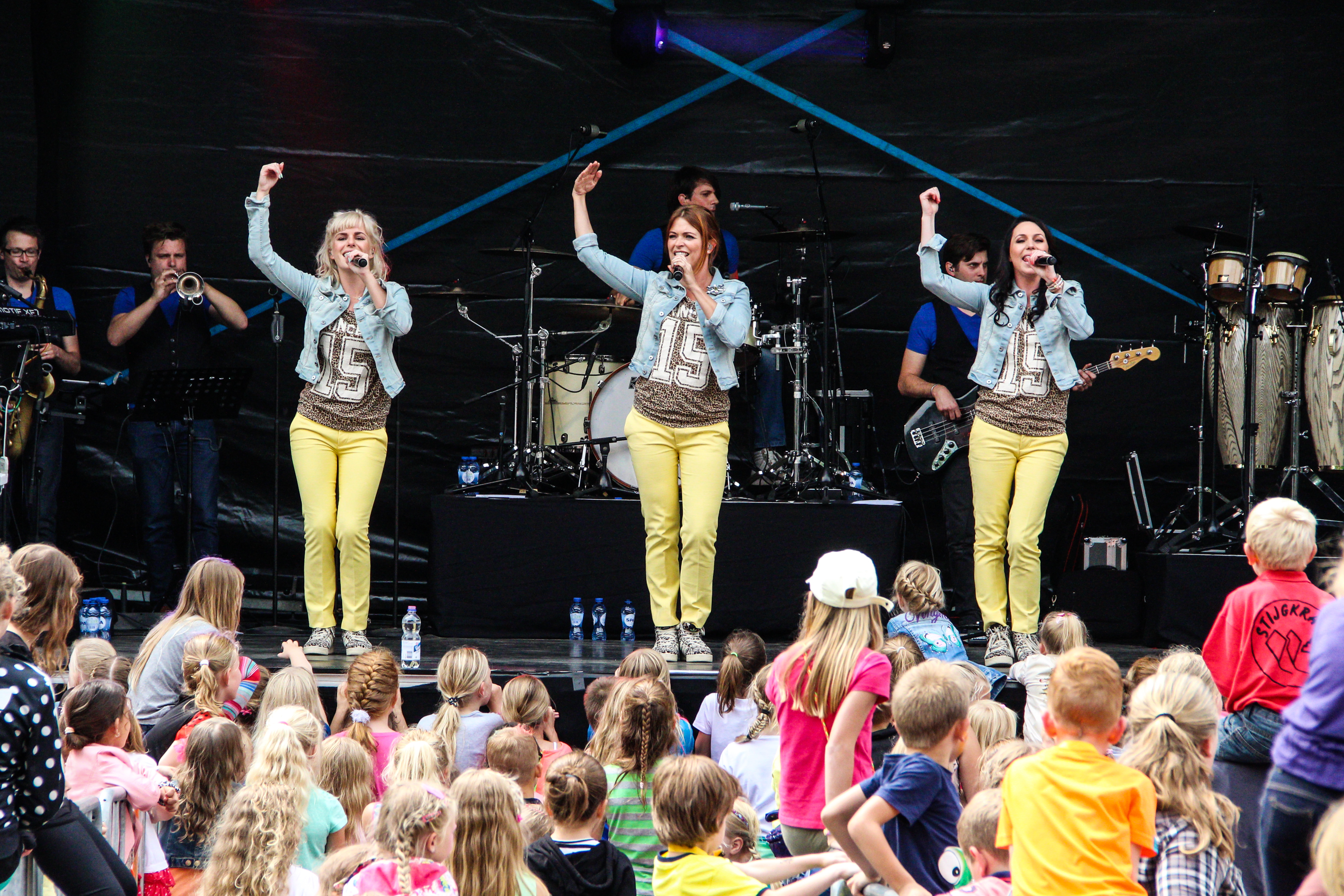
Josje Huisman, Karen Damen en Kristel Verbeke in Drenthe (2014)

Op 15 juni 2013 verscheen de single Eya hoya! en een week later de bijbehorende videoclip. Later verscheen ook de single Loko le, dat de titelsong was voor K3 Dierenhotel, de tweede K3-film met Josje. Het gelijknamige album kwam ook eind 2013 uit. Van het album verschenen verder de singles Drums gaan boem en En ik dans.
In 2014 begonnen de meiden aan hun derde eigen televisieprogramma, K3 Kan Het!, waarin ze wensen van kinderen vervullen. Het tweede seizoen werd in 2015 uitgezonden.

### 2015-2021: de nieuwe K3
Op 18 maart 2015 maakte de groep, bij monde van Karen, Kristel en Josje, bekend dat K3 een doorstart zou maken met drie nieuwe zangeressen, die geworven werden via een nieuw televisieprogramma onder de titel K3 zoekt K3. Tevens kondigden ze een uitgebreide tournee aan, waarin de oude samenstelling de nieuwe introduceert. Op 6 november 2015 werden Hanne Verbruggen, Klaasje Meijer en Marthe De Pillecyn als opvolgers aangewezen en zouden de nieuwe K3 worden. De traditie van de haarkleuren zwart, rood en blond werd in stand gehouden.
Vanaf het najaar van 2015 deden Karen, Kristel en Josje de K3: Afscheidstour, samen met Verbruggen, Meijer en De Pillecyn. De tour diende voor de eersten als afscheidstournee en voor het nieuwe drietal als start van hun nieuwe carrière. De tour met dubbele bezetting werd wegens succes verlengd tot mei 2016, tevens kwam er een speciale avondshow met staanplaatsen. Kristel Verbeke was gedurende de eerste 2 jaar manager van de nieuwe K3.
Het eerste album van Hanne, Klaasje en Marthe kwam in december 2015 uit onder de titel 10.000 luchtballonnen en werd 8x platina. Tevens verbrak de videoclip van de single het Belgisch YouTube-record. In 6 jaar tijd bracht de groep nog vijf albums uit. In 2016 ging hun eigen animatieserie De avonturen van K3 in première. Datzelfde jaar kwam er ook een nieuw televisieprogramma vergelijkbaar met De Wereld van K3, genaamd Iedereen K3. In augustus kreeg K3 de Radio 2 Zomerhit voor hun zomersingle Ushuaia. Eind 2016 kwam de special Het dagboek van K3 uit, waarin K3 terugkijkt op het afgelopen jaar. Tot en met 2018 was dit een jaarlijkse traditie. De Story Awards van 2016 werden uitgereikt in de Trixxo Arena, K3 won zowel de award voor 'Favoriete nieuwkomer' als 'Zangeres van het jaar'.

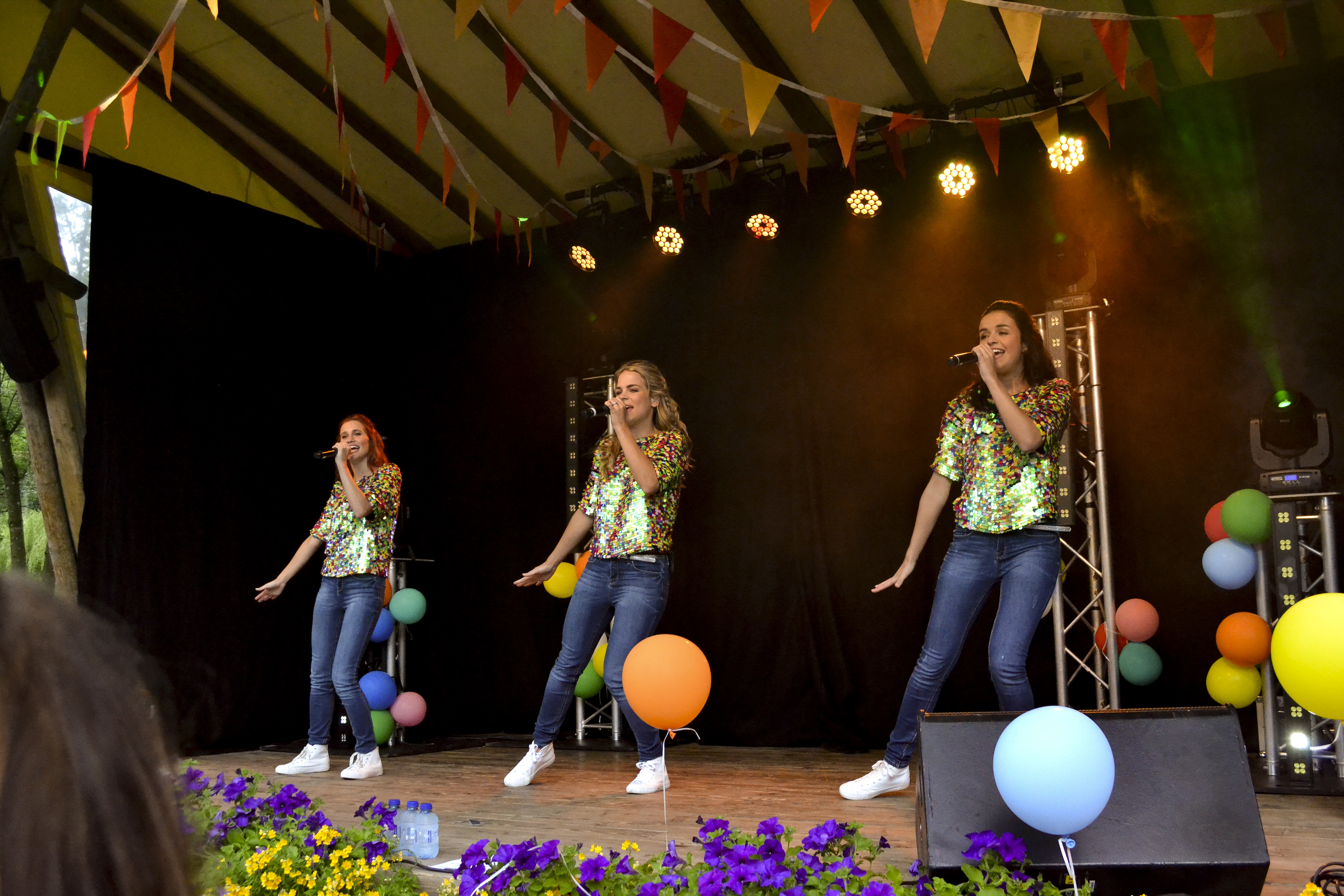
Hanne Verbruggen, Klaasje Meijer en Marthe De Pillecyn in Plopsa Coo (2016)

In 2017 is K3 begonnen met vloggen, wat resulteerde tot een tweewekelijkse traditie op YouTube en VTM. Datzelfde jaar kreeg de nieuwe K3 hun eerste film genaamd K3 Love Cruise en kwam er een nieuwe special: Overal K3, waarin Hanne, Marthe en Klaasje meer van zichzelf lieten zien en vertelden over de impact van K3 op hun privéleven. Op het album van de soundtrack Love Cruise speelde Klaasje Meijer mee op haar dwarsfluit en werd daarmee het enige K3-lid dat ooit zelf een instrument bespeelde op de muziek. Ze deed het ook op het podium tijdens verschillende K3-optredens/shows. In maart 2018 was er een samenwerking met zanger Jan Smit. Ze namen samen een single op en K3 trad op als gastartiesten bij zijn concert in het Sportpaleis.
Op 10 oktober 2018 werd de single K3 Roller Disco uitgebracht. Deze single is de titelsong van de nieuwe fictiereeks K3 Roller Disco, waarin de meiden van K3 een rollerdisco uitbaten. Dit programma kan als een opvolger van Hallo K3! gezien worden. Ook Jacques Vermeire herneemt voor deze serie zijn rol als Marcel. Voor het eerst in de geschiedenis begon K3 met rolschaatsen, wat tot uiting komt in de serie, een paar videoclips en op het podium tijdens de showtournee van 2018. Vanaf dat jaar werden Hanne, Klaasje en Marthe ook juryleden/coaches in seizoen 4 en 5 van de Vlaamse versie van de The Voice Kids. Ook kreeg K3 een stripreeks, waarvan het eerste album uitkwam in november 2018.
In 2019 vierde K3 haar twintigjarig jubileum met een reeks spektakelshows in het Studio 100 Pop-Up Theater in Puurs en een tournee in Nederland. Op 4 mei 2019 opende K3 haar eigen achtbaan K3 Roller Skater in Plopsaland De Panne, gethematiseerd rond hun rolschaatsen en fictieserie.
Op 5 juni 2019 kwam de zomersingle Jij bent mijn Gigi uit, gevolgd door de videoclip op 7 juni 2019. Het album Dromen met onder meer de vijf singles van de groep uit 2019 verscheen op 15 november 2019. Als bonus werd aan de cd een dvd toegevoegd met de show van 20 jaar K3.
Aanvankelijk zou in het voorjaar van 2020 een nieuwe tournee volgen, maar door de coronacrisis in Europa werd deze tournee uitgesteld naar het najaar van 2021. Inhakend op de crisis bracht K3 op 26 maart 2020 een nieuwe versie van Handjes draaien uit, getiteld Handjes wassen. Daarnaast brachten ze ook de nieuwe single Bubbel uit. Dit lied werd al opgenomen voor de coronacrisis en was bedoeld om op het nieuwe album te staan, maar omdat de tekst mooi aansloot op de coronacrisis, werd het al op 11 april uitgebracht.
Op 13 mei 2020 werd bekendgemaakt dat K3 in de zomer van 2020 een nieuwe film ging opnemen: K3: Dans van de Farao. De première zou oorspronkelijk plaatsvinden in december 2020 maar dit werd uiteindelijk vanwege de nieuwe coronamaatregelen uitgesteld. De film verscheen uiteindelijk op 5 juni 2021 in Nederland en op 9 juni 2021 in België. De titelsong van de film, Dans van de Farao, werd reeds op 14 oktober 2020 uitgebracht. Tegelijkertijd startte er in samenwerking met de sportbeleidsraad van de Vlaamse overheid en Studio 100 een sportevenement, genaamd de K3 Run & Fun. Hierbij waren er diverse sportactiviteiten en optredens van gasten, waaronder K3 en zij waren tevens de presentatoren. Door het succes groeide de K3 Run & Fun uit tot een jaarlijks evenement in Vlaanderen. In 2023 werd het ook in Nederland georganiseerd.
Vanaf 2020 werd K3 onderdeel van de ritmespel reeks Just Dance van Ubisoft, met hun nummers '10.000 luchtballonnen' en 'Dans van de Farao' in respectievelijk Just Dance 2020 en Just Dance 2021. Daarmee werden ze de eerste Nederlandstalige act van de gamefranchise.

### 2021-heden: nieuw lid Julia
Op 9 februari 2021 maakte Klaasje Meijer door middel van een persconferentie bekend dat ze zou stoppen met K3. Ze zou K3 niet meteen verlaten maar nog tot november 2021 aan de slag blijven in de groep. Er werd ook aangekondigd dat er nogmaals middels een tv-programma op zoek gegaan zou worden naar een opvolg(st)er, waarbij de nadruk gelegd werd op het feit dat er niet alleen vrouwelijke kandidaten welkom waren zich aan te melden. Het laatste optreden van Meijer met de andere twee leden van K3 was op 6 november 2021 in het Sportpaleis in Antwerpen voor ‘Back to the Nineties en Nillies’.
Op 11 september 2021 kwam de eerste aflevering van K2 zoekt K3 op de Belgische televisie. Twee weken later, op 24 september 2021, startten de uitzendingen in Nederland. Op 27 november 2021 was de finale. Marthe was positief getest op het coronavirus en kon niet fysiek aanwezig zijn. Ze trad op middels een videoverbinding. Aan het begin van de finale werd officieel afscheid genomen van Klaasje. De Nederlandse Julia Boschman werd uiteindelijk als winnares verkozen om haar op te volgen. Dezelfde avond verscheen ook gelijk de eerste nieuwe single met Boschman, Waterval.

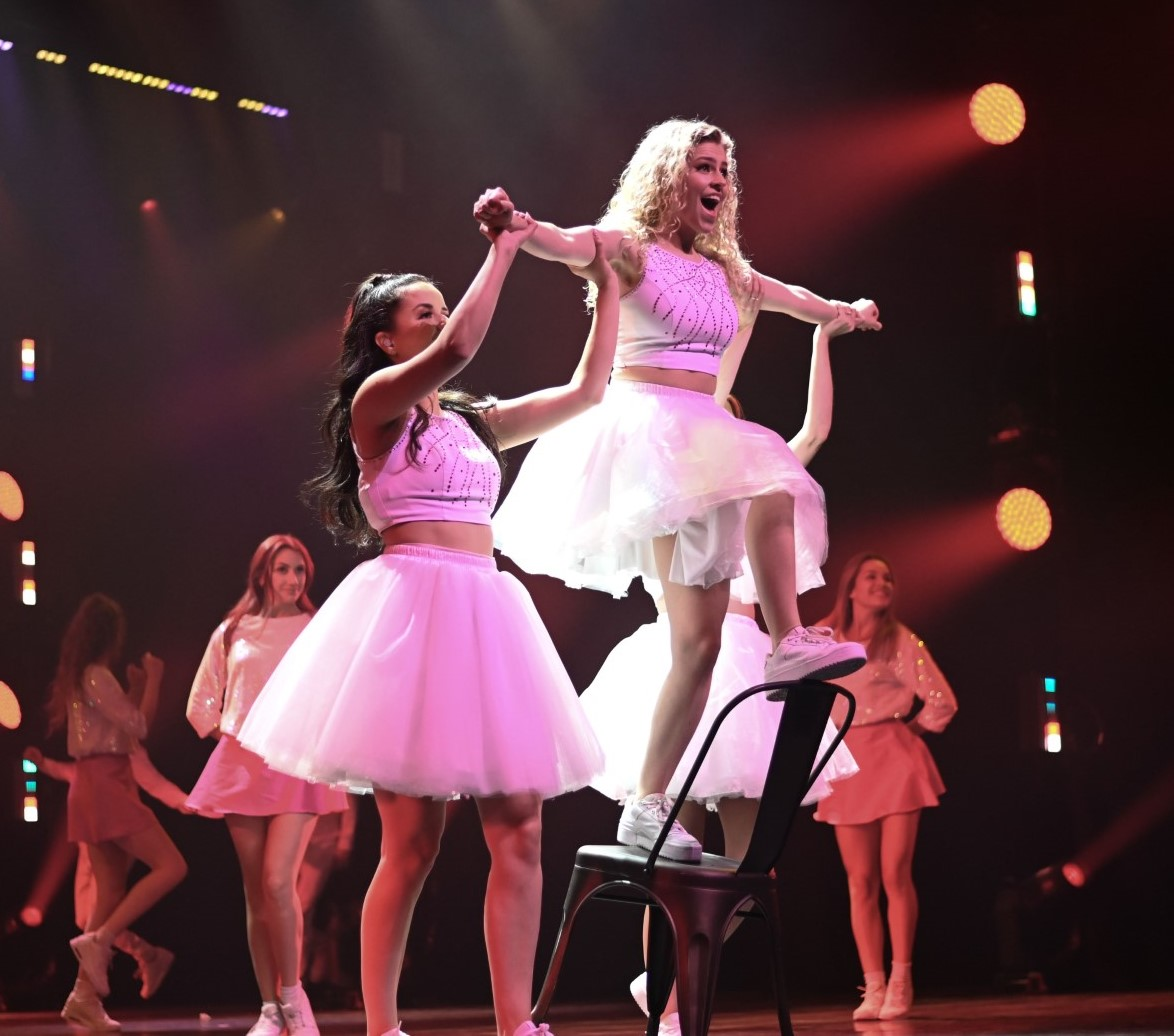
Marthe De Pillecyn, Julia Boschman en Hanne Verbruggen tijdens de tournee 'Kom erbij!' (2022)

Op 3 december 2021 zou Boschman haar eerste live optreden als nieuw lid van K3 geven tijdens de Studio 100 Rewind Party en de Grote Sinterklaasshow in het Sportpaleis in Antwerpen. Deze optredens zijn niet doorgegaan door het coronavirus, maar de Grote Sinterklaasshow werd opgenomen en online gepubliceerd. Boschman haar eerste weken als K3-lid werden achter de schermen gevolgd in de televisieserie K3, een nieuw begin. Het eerste nieuwe K3-album met Boschman, Waterval, verscheen op 17 december 2021. Het album werd het meeste verkochte album in Vlaanderen in de eerste jaarhelft van 2022. Tevens werd de titelsong gebruikt in Just Dance 2022.
Nu met Julia was K3 opnieuw coach van The Voice Kids tijdens het zesde seizoen en bleven ze ook doorgaan met vloggen en het uitbrengen van videoclips. Op 4 maart 2022 ging K3 op tournee door Vlaanderen en Nederland met een nieuwe show, genaamd Kom erbij!. Dit was de eerste show met Boschman. In juli gaven ze ook een apart live-concert in Middelkerke, door het grote succes deden ze dat het jaar nadien opnieuw met twee namiddag- en avondconcerten. De tour in Vlaanderen werd voor de zomer gespeeld, en na een korte pauze tijdens de zomermaanden ging de tournee verder in Nederland. Na een paar shows bleek het echter fysiek te moeilijk te zijn voor de hoogzwangere Verbruggen om door te gaan met de tournee. Op 31 oktober 2022 werd daarom aangekondigd dat zij de rest van de tour zou worden vervangen door Diede van den Heuvel, die in 2021 de vierde plaats in K2 zoekt K3 behaalde.
Op 18 mei 2022 verscheen de eerste zomersingle met Boschman, genaamd Mango Mango. De single haalde in de eerste weken na de release twee miljoen views op YouTube en meer dan een miljoen streams op Spotify, werd tijdens de vele optredens op zomerfestivals gezongen en bleef uiteindelijk 15 weken in de Vlaamse top 30. Tijdens de zomer van 2022 was K3 ook te zien in de nieuwe versie van Tien om te zien. Op 11 augustus 2022 werd het album Vleugels aangekondigd, samen met de Vleugels-show. Het album kwam uit op 18 november 2022 en ontving een gouden plaat. Het nummer zelf werd onderdeel van Just Dance 2023, waarin de K3-leden zelf als dansers verschijnen in een 'VIP Versie'. Omdat Verbruggen zwanger was tijdens het productieproces, werd het de eerste Just Dance-map met een zichtbaar zwangere coach. Op 15 oktober 2022 ging K3 Vriendenboek in première, een televisieprogramma waarin K3 op pad gaat met vrienden uit hun vriendenboek en zo heel wat avonturen meemaken. Tijdens het slotlied van het optreden bij De Grote Sinterklaasshow in december 2022 nam Marie Verhulst, bekend van Samson en Marie, de rol van de net bevallen Verbruggen voor haar rekening.

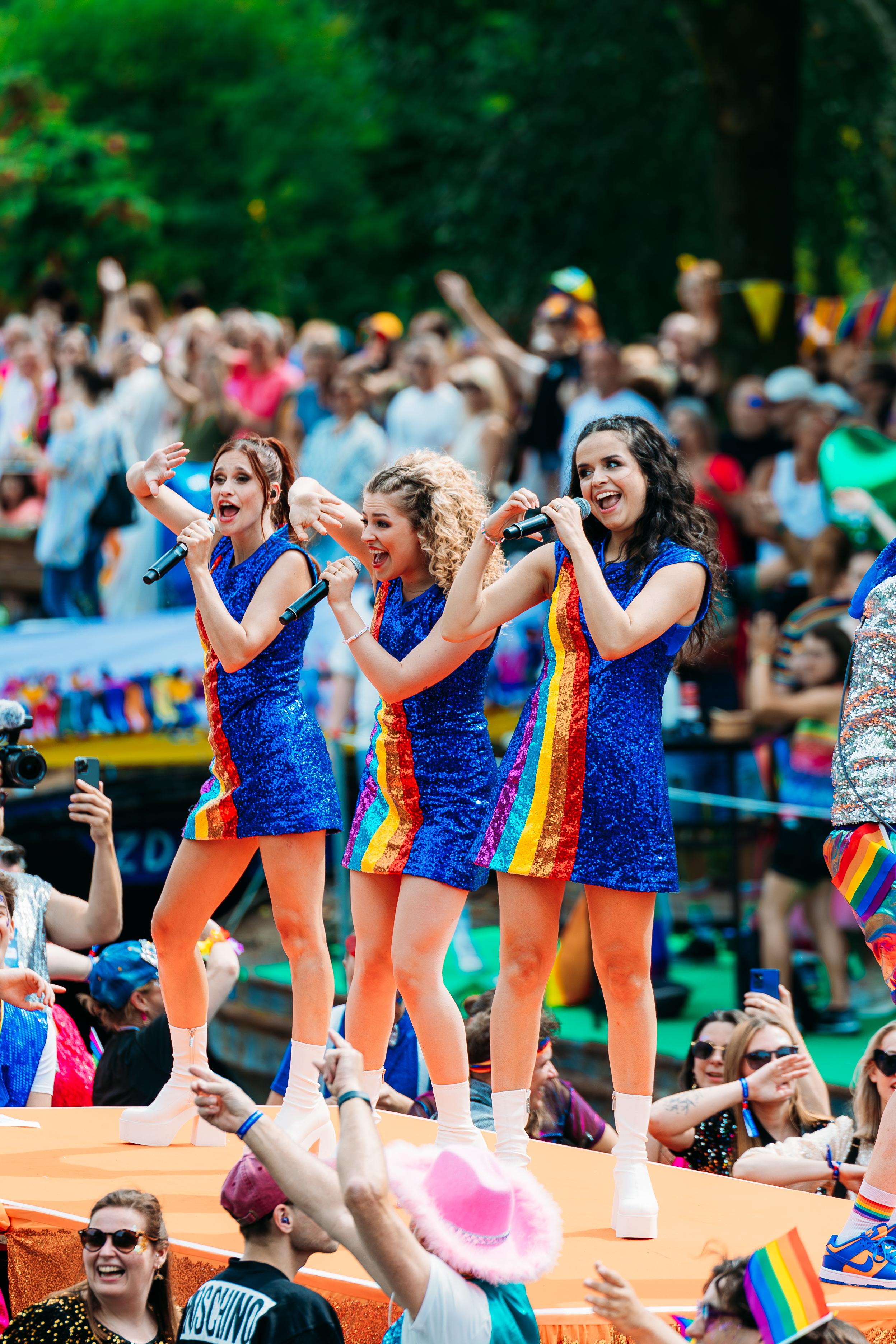
Hanne Verbruggen, Julia Boschman en Marthe De Pillecyn tijdens Pride Amsterdam (2024)

Op 25 februari 2023 ging de Vleugels-show in première in Capitole Gent. Het is de tweede show met Boschman. Ook maakte K3 deel uit van het negende seizoen van Liefde voor muziek, de Vlaamse versie van Beste Zangers. Een jaar later deden ze opnieuw mee voor de jubileumeditie. In juni 2023 ging K3 een samenwerking aan met het Technopolis-museum, om muziek en wetenschap samen te brengen. Hiervoor werden ook gepersonaliseerde experimenten ontworpen. Op 10 februari 2024 ging de vernieuwde versie van De 3 Biggetjes in première in Capitole Gent. Een tweetal weken later kende het ook zijn Nederlandse première in het Nieuwe Luxor-theater in Rotterdam. Deze versie trok meer dan 200.000 toeschouwers en won de Musical Award voor Beste Familiemusical van 2024.
Begin augustus 2024 debuteerde K3 met een optreden op Pride Amsterdam tijdens de Canal Parade, waarbij ook aandacht/steun was voor doofheid en gebarentaal. Ze stonden op de boot van Heel Holland Bakt-deelnemer, Cas Wolters. Op 18 april 2024 werd de achtste film van de groep aangekondigd die K3 en het lied van de zeemeermin zou gaan heten. De opnames vonden plaats op Malta, het is de eerste film met Julia en de derde voor Hanne en Marthe. De Vlaamse première vond plaats op 15 december 2024, de Nederlandse was op 26 januari 2025.
Begin maart 2025 vond de première plaats van de Zeesterren-show in de Trixxo Arena., Nora Gharib werd aangeduid als vervangster van Marthe tijdens diens zwangerschapsverlof. Eind maart 2025 kondigden de oorspronkelijke leden van K3 - Karen Damen, Kristel Verbeke en Kathleen Aerts - hun terugkeer naar het podium aan met een reeks reünieconcerten onder de naam K3 Originals: De Reünie. In een recordtijd van vier uur werden er ruim 300.000 tickets verkocht.

## Leden

### Huidige bezetting

#### Hanne Verbruggen
De roodharige Hanne Verbruggen, (Mechelen, België, 1994). Verbruggen studeerde communicatiemanagement en was actief bij de scouts. Ze komt uit een muzikale familie, maar had zelf geen podiumervaring toen ze in 2015 auditeerde voor het programma K3 zoekt K3, dat ze uiteindelijk won en toen lid werd van K3 in de nieuwe samenstelling.

#### Marthe De Pillecyn
De zwartharige Marthe De Pillecyn (Duffel, België, 1996). Ze zette haar studie kinderverzorging aan het Sint-Norbertusinstituut in Duffel stop om zich volledig te kunnen richten op K3. Sinds haar tiende zong ze in het Studio 100-koor. Met dat koor (en met K3) trad ze op haar dertiende in de Amsterdam ArenA op. Vanaf 2009 werd ze een vaste achtergrondzangeres bij De Grote Sinterklaasshow. Als onderdeel van de Young Artist Academy nam De Pillecyn in 2013 deel aan Belgium's Got Talent en speelde een kleine rol in Galaxy Park en Ghost Rockers. Ook De Pillecyn was in 2015 een van de drie winnaressen van K3 zoekt K3, waardoor ze lid werd van K3 in de nieuwe samenstelling.

#### Julia Boschman
De blondharige Julia Boschman (Bergen op Zoom, Nederland, 2002). Begin 2021 nam zij deel aan het tv-programma K2 zoekt K3, de zoektocht naar de opvolger van Klaasje Meijer. Al vanwege haar deelname stopte ze met haar studies interieuradvisering. Op 27 november 2021 werd zij tot winnares van de talentenjacht verkozen en daarmee nieuw lid van de groep. Boschman had reeds ervaring als zangeres/actrice in verschillende musicalproducties, waaronder de oorlogsvoorstelling ‘Supersum’. In 2020 had ze een rol in de Sinterklaas televisieserie ‘Studio Pepernoot’.

### Voormalige K3-leden

#### Karen Damen
Karen Damen (Wilrijk, Antwerpen, België, 1974). Damen studeerde humaniora (moderne talen) en werkte in de horeca in Antwerpen.

#### Kristel Verbeke
Kristel Verbeke (Hamme, België, 1975). Na het secundair onderwijs volgde Verbeke een opleiding tot regent Nederlands, geschiedenis en economie. Voor K3 werkte ze in een bank in Laarne als bankbediende, maar zong ze ook, onder meer in het achtergrondkoortje van Niels William, de oprichter van K3. Nadat ze stopte bij K3, is ze nog ongeveer twee jaar actief geweest als de manager van K3.

#### Kathleen Aerts
Kathleen Aerts (Geel, België, 1978). Ze volgde de normaalschool in de richting talen en wiskunde en studeerde eind jaren negentig af als onderwijzeres. Ze trad in 1998 voor het voetlicht door haar deelname aan de Belgische Soundmixshow waarbij ze derde werd. Ook verving ze dat jaar een actrice in de musical Sneeuwwitje en nam ze haar eerste solosingle op. Eind 1998 kwam Aerts in de plaats van Kelly Cobbaut en voegde zich daarmee bij de meidengroep. In 2009 stapte ze uit K3 en werd opgevolgd door Josje Huisman.

#### Josje Huisman
Josje Huisman (Heusden, Nederland, 1986). Huisman volgde balletlessen in Steenwijk. In 2008 studeerde ze af aan de Dansacademie Lucia Marthas in Groningen, waarna ze onder meer optrad als achtergronddanseres bij de concerten van de Toppers in de Amsterdam ArenA. Ze woonde tot maart 2009 in Amsterdam waar ze een musicalopleiding volgde, tot ze het nieuwe lid van K3 werd en verhuisde naar Antwerpen. In 2009 volgde ze Aerts op nadat ze de talentenjacht K2 zoekt K3 won.

#### Klaasje Meijer
Klaasje Meijer (Lutjegast, Nederland, 1995). Ze studeerde aan het conservatorium in Amsterdam. Meijer speelt dwarsfluit, gaf muziekles en vormde samen met haar moeder en zussen het Meijer Quintet. In 2015 was Meijer een van de winnaressen van K3 zoekt K3 en werd daardoor nieuw lid van de groep, ook zij verhuisde voor K3 naar Antwerpen. Ze kondigde op 9 februari 2021 haar vertrek bij de groep aan en speelde haar laatste show op 31 oktober 2021. Meijer was ook aanwezig bij de finale van K2 zoekt K3 om de fakkel door te geven aan Julia Boschman.

### Bezetting door de jaren heen
Legenda
 = Lid
 = Tijdelijk lid
| Lid                  | '98 | '99 | '00 | '01 | '02 | '03 | '04 | '05 | '06 | '07 | '08 | '09 | '09 | '10 | '11 | '12 | '13 | '14 | '15 | '16 | '17 | '18 | '19 | '20 | '21 | '21 | '22 | '23 | '24 | '25 |
| -------------------- | --- | --- | --- | --- | --- | --- | --- | --- | --- | --- | --- | --- | --- | --- | --- | --- | --- | --- | --- | --- | --- | --- | --- | --- | --- | --- | --- | --- | --- | --- |
| Kathleen Aerts       |     |     |     |     |     |     |     |     |     |     |     |     |     |     |     |     |     |     |     |     |     |     |     |     |     |     |     |     |     |     |
| Karen Damen          |     |     |     |     |     |     |     |     |     |     |     |     |     |     |     |     |     |     |     |     |     |     |     |     |     |     |     |     |     |     |
| Kristel Verbeke      |     |     |     |     |     |     |     |     |     |     |     |     |     |     |     |     |     |     |     |     |     |     |     |     |     |     |     |     |     |     |
| Josje Huisman        |     |     |     |     |     |     |     |     |     |     |     |     |     |     |     |     |     |     |     |     |     |     |     |     |     |     |     |     |     |     |
| Klaasje Meijer       |     |     |     |     |     |     |     |     |     |     |     |     |     |     |     |     |     |     |     |     |     |     |     |     |     |     |     |     |     |     |
| Hanne Verbruggen     |     |     |     |     |     |     |     |     |     |     |     |     |     |     |     |     |     |     |     |     |     |     |     |     |     |     |     |     |     |     |
| Marthe De Pillecyn   |     |     |     |     |     |     |     |     |     |     |     |     |     |     |     |     |     |     |     |     |     |     |     |     |     |     |     |     |     |     |
| Julia Boschman       |     |     |     |     |     |     |     |     |     |     |     |     |     |     |     |     |     |     |     |     |     |     |     |     |     |     |     |     |     |     |
| Diede van den Heuvel |     |     |     |     |     |     |     |     |     |     |     |     |     |     |     |     |     |     |     |     |     |     |     |     |     |     |     |     |     |     |
| Marie Verhulst       |     |     |     |     |     |     |     |     |     |     |     |     |     |     |     |     |     |     |     |     |     |     |     |     |     |     |     |     |     |     |
| Nora Gharib          |     |     |     |     |     |     |     |     |     |     |     |     |     |     |     |     |     |     |     |     |     |     |     |     |     |     |     |     |     |     |

### Tijdelijke leden

#### Diede van den Heuvel
K2 zoekt K3-finaliste Diede van den Heuvel verving in november en december 2022 tijdelijk de zwangere Hanne Verbruggen tijdens de overige Nederlandse theatershows van de tournee Kom erbij!.

#### Marie Verhulst
Tijdens De Grote Sinterklaasshow in december 2022 verving Marie Verhulst Hanne tijdens het slotlied Waterval.

#### Nora Gharib
K3 zoekt K3-deelnemer Nora Gharib verving van maart tot half mei 2025 tijdelijk de zwangere Marthe De Pillecyn in de K3-show Zeesterren.

### Voormalige Mascara-leden

#### Kelly Cobbaut
Kelly Cobbaut (Mechelen, België, 1980). Kelly was samen met Karen Damen en Kristel Verbeke lid van de voorloper van K3, genaamd Mascara. Ze verliet de groep in 1998 om een musicalopleiding te gaan volgen aan de dansacademie in Tilburg.

#### Deborah Ostrega
Deborah Ostrega (België, 1973). Deborah had na het vertrek van Kelly de plek als nieuw lid maar besloot uiteindelijk, kort na het tekenen van het contract, om uit de groep te stappen. In haar plaats kwam Kathleen Aerts.

## Media

### Films
In 2004 ging de debuutfilm van K3, K3 en het magische medaillon, in première. Paul de Leeuw speelde de geest. Indra Siera deed de regie.
In 2006 kwam de tweede film van K3, K3 en het ijsprinsesje, uit. Carry Tefsen, Peter Faber en Urbanus hadden een rol in de film. Siera deed opnieuw de regie.
In 2007 was de première van de derde film van K3, K3 en de kattenprins. Irene Moors en Terence Schreurs speelden mee. Matthias Temmermans deed ditmaal de regie.
De leden van K3 deden ook de stemmen van vleesetende planten in de Piet Piraat-film Piet Piraat en het vliegende schip.
In 2012 kwam de vierde film uit van K3, K3 Bengeltjes. Dit was de eerste film waarin de vaste cast van Hallo K3! (Jacques Vermeire, Winston Post en Metta Gramberg) meespeelt. Daarnaast spelen ook Chris Van den Durpel, Michel Van Dousselaere, Camilia Blereau, Bianca Vanhaverbeke, Jill Peeters, Sam Gooris, Laurine Verbruggen, Tove Tielemans en Fleur Mertens mee in de film. De regie was in handen van Bart Van Leemputten.
In 2014 was de première van de vijfde film van K3, K3 Dierenhotel. Het grootste deel van deze film werd opgenomen in Wallonië. De vaste cast van Hallo K3! (Jacques Vermeire, Winston Post en Metta Gramberg) speelt weer mee. Ook Philippe Geubels en Albert Verlinde hebben een rol in de film. Van Leemputten deed weer de regie.
In 2017 kwam de zesde film van K3, K3 Love Cruise. De opnames vonden grotendeels plaats op de Rotterdam. Ook in deze film spelen Jacques Vermeire en Winston Post uit de sitcom Hallo K3! mee als respectievelijk Marcel en Bas. Daarnaast hebben ook Nicolette van Dam, Tim Douwsma en Sven De Ridder een rol. De regie werd gedaan door Frederick Sonck.
In 2020 werd bekendgemaakt dat de zevende film van K3 eraan kwam, Dans van de Farao. Deze zou in het najaar van 2020 in de bioscoop verschijnen, maar werd door de coronacrisis uitgesteld tot 9 juni 2021. De vaste cast van K3 Roller Disco (Jacques Vermeire en Samir Hassan) speelt mee. Daarnaast zijn er rollen voor onder andere Soy Kroon en Peter Van De Velde. Bart Van Leemputten keerde terug als regisseur.
In 2024 ging de achtste film van K3, K3 en het lied van de zeemeermin, in première. De opnames vonden voor het grootste deel plaats op Malta, waardoor het de eerste K3-film werd dat zich afspeelt op een eiland. Een volledig, nieuwe cast werd geïntroduceerd, bestaande uit Eva Kamanda, Bert De Kock, Stan Van Veen, Diego González-Clark, Eliyha Altena, Celine Van de Voorde en Quinty Trustfull. Van Leemputten deed opnieuw de regie. De film kende zijn Vlaamse première op 15 december 2024 en zijn Nederlandse première op 26 januari 2025.

### Televisie
K3 heeft sinds 2003 een eigen kinderprogramma, getiteld De Wereld van K3. Dit programma wordt op de Nederlandse televisie uitgezonden door de AVROTROS op NPO 3 in het kinderblok Zappelin. In het programma ontvangen de meiden van K3 elke aflevering een bekend iemand, komt vaste gast Martin Gaus met een dier langs en komen er een goochelaar en een kok. De meiden treden in de show ook zelf op en afleveringen van Kabouter Plop, Piet Piraat en Bumba worden tijdens het programma uitgezonden. In België was het programma van 2004 tot 2007 op VTM te zien. Vanaf 2010 werden er ook afleveringen van De Wereld van K3 opgenomen met Josje. In 2013 kwam er een eind aan het programma.
K3 had in 2005 een gastrol in de aflevering Het Lied van de Vlaamse comedyserie F.C. De Kampioenen. Ook hadden ze een gastrol als zichzelf in de kinderserie Samson & Gert in de afleveringen K3 op bezoek (2000) en K3 komt niet (2002).
Sinds 2010 (2011 in Nederland) is er een komische televisieserie omtrent de groep op televisie, Hallo K3!. De televisieserie gaat over de meiden die samen in een appartement wonen en een balans proberen te vinden tussen een ster zijn en het gewone leven. In totaal zijn er 3 seizoenen gemaakt.
Sinds 3 mei 2014 hebben de meiden ook een eigen wensprogramma K3 Kan Het! op Studio 100 TV. Kinderen van 7 tot 12 jaar kunnen hun wensen insturen en K3 probeert ze dan te vervullen.
In de kerstperiode van 2015 liep de serie Dit is K3 op Studio 100 TV. Klaasje, Marthe en Hanne werden achter de schermen gevolgd tijdens hun eerste weken als K3, met onder andere repetities/opnames voor videoclips, het inzingen van singles en de voorbereidingen op de eerste showtournee. In dezelfde periode werd ook de serie Welkom bij K3 uitgezonden, waarin Klaasje, Hanne en Marthe in een appartement spullen van "de oude K3" vinden en fragmenten van vroeger uit musicals, films en televisieseries terugkijken.
Sinds 20 januari 2016 heeft de groep ook een eigen serie op VTM getiteld Wij zijn K3! De droom gaat verder. Deze serie volgt de meisjes backstage als K3 maar ook in hun privéleven en heeft vooral volwassenen als doelgroep. Vanaf 27 februari 2016 is deze reeks ook op SBS6 te zien. Studio 100 Animation werkte ook een animatieserie De avonturen van K3 uit, die wordt uitgezonden bij VtmKzoom en RTL Telekids.
In de zomer van 2016 kwam de opvolger van De Wereld van K3, genaamd Iedereen K3. In 2017 kwam het tweede seizoen. Gelijktijdig kwam ook het programma K3 Dansstudio uit.
In 2018 kwam het tv-programma De tafel van K3 op VTM en AVROTROS, waarin Hanne, Klaasje en Marthe elke aflevering een gast ontvangen met een bijzonder beroep en vragen beantwoorden van kinderen. Hetzelfde jaar kregen ze ook hun eigen fictiereeks K3 Roller Disco. In deze serie baten de meiden van K3 een Rollerdisco uit en treden ze er zelf ook op. De eerste aflevering van de serie werd op 31 oktober 2018 uitgezonden op VtmKzoom en op 29 januari 2019 bij NPO Z@ppelin (AVROTROS). Er zijn 2 seizoenen gemaakt. In 2020 kwam er ook een spin-off, waarin K3 in de roller disco onder andere challenges doet met Marcel (Jacques Vermeire) en online rolschaatslessen geeft.
In 2018 en 2020 waren Hanne, Marthe en Klaasje in het vierde en vijfde seizoen van de Vlaamse versie van The Voice Kids te zien als jurylid, voor hen werd er ook een speciale jurystoel ontworpen waar ze met z'n drieën inzetelden. Tijdens het zesde seizoen in 2022 keerde K3 terug, deze keer met Julia.
Eind 2021 werd er een nieuwe docuserie uitgezonden, vergelijkbaar met Dit is K3. Het volgde de eerste weken van nieuwkomer Julia samen met Hanne en Marthe genaamd K3, een nieuw begin. Een jaar later kwam er een vervolg: K3, één jaar later. Waarin Hanne, Marthe en Julia terugblikken op hun eerste jaar samen. De serie volgde ook het hele zwangerschapsproces en kraambezoek van Hanne.
In oktober 2022 verscheen een nieuw wensprogramma, genaamd K3 Vriendenboek op Studio 100 GO, NPO Zappelin en later ook op VTM Kids. In deze reeks gaan de meiden op pad met vrienden uit hun vriendenboek en testen diens lievelingsdingen uit.
Op 4 april 2023 ging het nieuwe seizoen van Liefde voor muziek van start, waarin K3 aan de slag gaat met de muziek van Stef Bos, Metejoor, Daan, Jaap Reesema, Portland en Günther Neefs. Een jaar later, in het 10de seizoen waren ze opnieuw te zien, dit keer met de muziek van Stan Van Samang, Johannes Genard, Clouseau, Jasper Steverlinck, Laura Tesoro, Regi, Tourist LeMC en Suzan & Freek.

### Musicals
De zangeressen van K3 hebben ook in musicals gespeeld. In 2002 speelde K3 in hun eerste musical: Doornroosje. Ze speelden hierin de drie goede feeën: Kristella (Kristel), Karamella (Karen) en Kathalenia (Kathleen). Doornroosje was tevens de enige musical waar K3 slechts een bijrol bezat: in alle andere musicals vertolkten zij de hoofdrollen.
In 2003 speelde K3 in de musical De 3 biggetjes. Ze speelden hierin de rollen van Knirri (Kristel), Knarri (Karen) en Knorri (Kathleen). In 2007 vertolkte K3 voor de tweede keer hun rol als biggetjes in de musical De 3 biggetjes, die toen opnieuw werd opgevoerd.
Karen, Kristel en Josje vertolkten in 2011 de hoofdrollen in de musical Alice in Wonderland, de eerste musical met 3D-effecten in het decor, met bekende acteurs zoals Jacques Vermeire.
In 2024 werd de musical De 3 biggetjes voor een derde keer hernomen, nu met Marthe, Hanne en Julia als de biggetjes Knirri, Knarri en Knorri. Studio 100 won met deze musical voor het eerst een Musical Award.

### Stripreeksen
Er bestaan ook vedettestrips van K3. De eerste stripreeks uit 2000 heette oorspronkelijk De avonturen van K3, wat later veranderd werd naar K3. Deze stripreeks werd geschreven door Jan Ruysbergh en getekend door Patriek Roelens. Er verschenen zeventien albums. Nadien verschenen twee albums van 2009 tot 2010 genaamd De nieuwe avonturen van K3 die opnieuw geschreven werd door Jan Ruysbergh, maar getekend werd door Charel Cambré. Vervolgens verscheen er vanaf 2018 een derde stripreeks genaamd De avonturen van K3 geschreven door Bruno De Roover en getekend door Dirk Stallaert.

### Boekjesreeks
K3 heeft ook een boekenreeks. De eerste paar delen waren boeken met foto's, maar later met getekende plaatjes. De tweede versie van de boekjes ging over hun avonturen als prinsessen.

## K3-acts buiten de Benelux
In 2004 werd in Zuid-Afrika X4 gelanceerd door Niels William, de geestelijk vader van K3, die in 2002 naar dat land vertrok en daar zijn eigen studio heeft opgericht. X4 zong zowel in het Engels als in het Afrikaans. De eerste single was Heyah mama. Dat jaar volgde onder dezelfde titel ook het enige album. Eind 2005 werd de groep ontbonden.
In mei 2007 lanceerde Studio 100 een gelijksoortige groep in Duitsland onder de naam Wir 3. De eerste single die in Duitsland wordt uitgebracht is Heyah mama. Ook in Duitsland was er een brunette, een blondine en een roodharige. De groep bracht twee albums uit en ging uiteen in 2010.
In 2008 was er sprake van een Britse versie van K3, die zou moeten gaan opereren onder de naam UK3. Op YouTube verscheen een eerste videoclip van Heyah mama, in dezelfde vertaling als die van X4. Hierna is er echter niets meer van de groep vernomen.
In oktober 2017 werd My3 gelanceerd, de Poolse versie van K3. Op YouTube verscheen de eerste videoclip van Mammajé. De groep stopte in 2020 maar werd eind 2022 hervat met nieuwe leden.

## Discografie

### Albums
| Album met eventuele hitnotering(en) in de Nederlandse Album Top 100 | Datum van verschijnen | Datum van binnenkomst | Hoogste positie | Aantal weken | Opmerkingen             |
| ------------------------------------------------------------------- | --------------------- | --------------------- | --------------- | ------------ | ----------------------- |
| Parels 2000                                                         | 2000                  | 21-10-2000            | 15              | 94           | Platina                 |
| Alle kleuren                                                        | 12-09-2000            | 28-04-2001            | 1(4wk)          | 82           | 2× platina              |
| Tele-Romeo                                                          | 31-08-2001            | 24-11-2001            | 1(2wk)          | 56           | Platina                 |
| 30 hits in een box                                                  | 06-12-2001            | 15-12-2001            | 52              | 20           | Verzamelalbum           |
| Verliefd                                                            | 06-09-2002            | 14-09-2002            | 1(4wk)          | 34           | 2× platina              |
| De 3 biggetjes                                                      | 09-03-2003            | 05-04-2003            | 16              | 22           | met de rest van de cast |
| Oya lélé                                                            | 06-09-2003            | 20-09-2003            | 1(4wk)          | 34           |                         |
| 5 jaar - hun grootste hits!                                         | 15-03-2004            | 20-03-2004            | 13              | 45           | Verzamelalbum; goud     |
| De wereld rond                                                      | 06-09-2004            | 11-09-2004            | 1(2wk)          | 33           |                         |
| Kuma he                                                             | 03-10-2005            | 08-10-2005            | 1(1wk)          | 40           | Goud                    |
| Ya ya yippee                                                        | 04-09-2006            | 09-09-2006            | 1(1wk)          | 39           |                         |
| Kusjes                                                              | 19-10-2007            | 27-10-2007            | 2               | 32           |                         |
| Vakantiehits                                                        | 30-05-2008            | 17-10-2009            | 92              | 1            | Verzamelalbum           |
| Vakantiehits 2                                                      | 01-06-2009            | 06-06-2009            | 57              | 1            | Verzamelalbum           |
| Mamasé!                                                             | 23-11-2009            | 21-11-2009            | 1(6wk)          | 106          | Platina                 |
| Alice in Wonderland                                                 | 25-03-2011            | 02-04-2011            | 4               | 33           |                         |
| Eyo!                                                                | 18-11-2011            | 19-11-2011            | 1(1wk)          | 45           |                         |
| Engeltjes                                                           | 26-11-2012            | 24-11-2012            | 1(1wk)          | 46           | Platina                 |
| 15 jaar - De 60 grootste hits!                                      | 29-04-2013            | 04-05-2013            | 26              | 55           | Verzamelalbum           |
| Loko le                                                             | 22-11-2013            | 30-11-2013            | 4               | 59           |                         |
| 10.000 luchtballonnen                                               | 17-12-2015            | 26-12-2015            | 2               | 75           |                         |
| Ushuaia                                                             | 10-11-2016            | 19-11-2016            | 3               | 62           |                         |
| Love Cruise                                                         | 17-11-2017            | 25-11-2017            | 4               | 20           |                         |
| Roller Disco                                                        | 17-11-2018            | 24-11-2018            | 3               | 16           |                         |
| Dromen                                                              | 15-11-2019            | 23-11-2019            | 3               | 10           |                         |
| Dans van de farao                                                   | 13-11-2020            | 21-11-2020            | 5               | 8            |                         |
| Waterval                                                            | 17-12-2021            | 25-12-2021            | 2               | 24           |                         |
| Kom erbij! - Live                                                   | 20-05-2022            | 28-05-2022            | 6               | 1            |                         |
| Vleugels                                                            | 18-11-2022            | 26-11-2022            | 2               | 9            |                         |
| Grootste hits van 25 jaar K3                                        | 26-05-2023            | 03-06-2023            | 15              | 1            |                         |
| Parels                                                              | 07-10-1999            | 09-09-2023            | 35              | 1            |                         |
| De 3 biggetjes                                                      | 17-11-2023            | 25-11-2023            | 6               | 2            | met de rest van de cast |

| Album met hitnotering(en) in de Vlaamse Ultratop 200 albums | Datum van verschijnen | Datum van binnenkomst | Hoogste positie | Aantal weken | Opmerkingen                               |
| ----------------------------------------------------------- | --------------------- | --------------------- | --------------- | ------------ | ----------------------------------------- |
| Parels                                                      | 07-10-1999            | 16-10-1999            | 2               | 34           |                                           |
| Parels 2000                                                 | 13-10-2000            | 15-04-2000            | 2               | 36           |                                           |
| Alle kleuren                                                | 12-09-2000            | 23-09-2000            | 1(6wk)          | 87           | 5× platina/ Bestverkochte album van 2000  |
| Tele-Romeo                                                  | 31-08-2001            | 08-09-2001            | 1(9wk)          | 73           | 4× platina                                |
| Doornroosje                                                 | 06-04-2002            | 08-09-2001            | 4(12wk)         | 54           | Goud                                      |
| Verliefd                                                    | 06-09-2002            | 14-09-2002            | 1(3wk)          | 24           | 2× platina                                |
| De drie biggetjes                                           | 29-03-2003            | 20-09-2003            | 2(12wk)         | 15           |                                           |
| Oya lélé                                                    | 06-09-2003            | 13-09-2003            | 1(2wk)          | 47           | Platina                                   |
| 5 jaar - hun grootste hits!                                 | 15-03-2004            | 20-03-2004            | 3               | 28           | Verzamelalbum / Platina                   |
| De wereld rond                                              | 06-09-2004            | 18-09-2004            | 2               | 30           | Goud                                      |
| Kuma he                                                     | 03-10-2005            | 08-10-2005            | 1(3wk)          | 27           | Goud                                      |
| Ya ya yippee                                                | 04-09-2006            | 09-09-2006            | 1(1wk)          | 31           | Platina                                   |
| Kusjes                                                      | 22-10-2007            | 27-10-2007            | 4               | 30           | Platina                                   |
| Mamasé!                                                     | 23-11-2009            | 28-11-2009            | 1(7wk)          | 119          | 3x platina / Bestverkochte album van 2009 |
| Alice in Wonderland                                         | 25-03-2011            | 02-04-2011            | 6               | 43           | Platina                                   |
| Eyo!                                                        | 18-11-2011            | 26-11-2011            | 1(1wk)          | 50           | Platina                                   |
| Engeltjes                                                   | 26-11-2012            | 01-12-2012            | 2               | 45           | Platina                                   |
| 15 jaar - De 60 grootste hits!                              | 29-04-2013            | 04-05-2013            | 4               | 97           | Goud                                      |
| Loko le                                                     | 22-11-2013            | 30-11-2013            | 4               | 75           | Goud                                      |
| Het Beste van K3                                            | 19-06-2015            | 2015                  |                 |              |                                           |
| 10.000 luchtballonnen                                       | 17-12-2015            | 26-12-2015            | 1(5wk)          | 185          | 8× platina / Bestverkochte album van 2015 |
| Ushuaia                                                     | 10-11-2016            | 19-11-2016            | 1(2wk)          | 86           | 4× platina                                |
| Love Cruise                                                 | 17-11-2017            | 25-11-2017            | 1(6wk)          | 77           | 2× platina                                |
| Roller Disco                                                | 17-11-2018            | 24-11-2018            | 1(3wk)          | 58           | 2× platina                                |
| Dromen                                                      | 15-11-2019            | 23-11-2019            | 1(1wk)          | 77           | Platina                                   |
| K3 Toppers                                                  | 06-03-2020            | 14-03-2020            | 9               | 51           |                                           |
| Dans van de farao                                           | 13-11-2020            | 21-11-2020            | 1(3wk)          | 63           | Goud                                      |
| Waterval                                                    | 17-12-2021            | 25-12-2021            | 1(7wk)          | 94           |                                           |
| Kom erbij! - Live                                           | 20-05-2022            | 28-05-2022            | 3               | 35           |                                           |
| Vleugels                                                    | 18-11-2022            | 26-11-2022            | 1(2wk)          | 48           | Goud                                      |
| Grootste hits van 25 jaar K3                                | 26-05-2023            | 03-06-2023            | 2               | 29           |                                           |
| Grootste hits van 25 jaar K3 Vol. 1                         | 26-05-2023            | 03-06-2023            | 90              | 1            |                                           |
| Grootste hits van 25 jaar K3 Vol. 2                         | 26-05-2023            | 03-06-2023            | 92              | 1            |                                           |
| De 3 biggetjes                                              | 17-11-2023            | 25-11-2023            | 1(1wk)          | 42           |                                           |
| Zomerhits                                                   | 28-06-2024            | 06-07-2024            | 5               | 11           |                                           |
| Het lied van de zeemeermin                                  | 22-11-2024            | 30-11-2024            | 1(1wk)          | 38*          |                                           |

### Singles
| Single met eventuele hitnotering(en) in de Nederlandse Top 40 | Datum van verschijnen | Datum van binnenkomst | Hoogste positie | Aantal weken | Opmerkingen                                                          |
| ------------------------------------------------------------- | --------------------- | --------------------- | --------------- | ------------ | -------------------------------------------------------------------- |
| Alle kleuren                                                  | 2000                  | -                     |                 |              | Nr. 33 in de Single Top 100                                          |
| Heyah mama                                                    | 1999                  | 02-09-2000            | 18              | 14           | Nr. 9 in de Single Top 100                                           |
| Blub, ik ben een vis / Oma's aan de top                       | 2000                  | 13-10-2001            | 18              | 10           | Nr. 11 in de Single Top 100 / Titelsong Blub, ik ben een vis         |
| Tele-Romeo                                                    | 04-06-2001            | -                     |                 |              | Nr. 29 in de Single Top 100                                          |
| Toveren                                                       | 29-03-2002            | 13-04-2002            | 3               | 11           | Nr. 1 in de Single Top 100 / Titelsong Doornroosje                   |
| Feest                                                         | 12-06-2002            | 13-07-2002            | 8               | 7            | Nr. 3 in de Single Top 100                                           |
| Papapa                                                        | 08-09-2002            | 28-09-2002            | tip2            | -            | Nr. 34 in de Single Top 100                                          |
| Verliefd                                                      | 30-11-2002            | 11-01-2003            | tip10           | -            | Nr. 43 in de Single Top 100                                          |
| De 3 biggetjes                                                | 15-03-2003            | 12-04-2003            | 21              | 7            | Nr. 4 in de Single Top 100 / Titelsong De 3 biggetjes                |
| Oya lélé                                                      | 14-06-2003            | 28-06-2003            | 9               | 18           | Nr. 4 in de Single Top 100                                           |
| Frans liedje                                                  | 06-10-2003            | -                     |                 |              | Nr. 46 in de Single Top 100                                          |
| Hart verloren                                                 | 09-02-2004            | -                     |                 |              | Nr. 19 in de Single Top 100                                          |
| Liefdeskapitein                                               | 21-06-2004            | 03-07-2004            | 4               | 12           | Nr. 3 in de Single Top 100                                           |
| Superhero                                                     | 29-09-2004            | -                     |                 |              | Nr. 21 in de Single Top 100 / Titelsong K3 en het magische medaillon |
| Zou er iemand zijn op Mars?                                   | 29-11-2004            | -                     |                 |              | Nr. 54 in de Single Top 100                                          |
| Kuma he                                                       | 27-06-2005            | 09-07-2005            | 2               | 9            | Nr. 1 in de Single Top 100                                           |
| Borst vooruit                                                 | 05-09-2005            | 08-10-2005            | 31              | 4            | Nr. 10 in de Single Top 100                                          |
| Ya ya yippee                                                  | 06-06-2006            | 01-07-2006            | 25              | 3            | Nr. 15 in de Single Top 100                                          |
| Dokter dokter                                                 | 02-10-2006            | -                     |                 |              | Nr. 96 in de Single Top 100                                          |
| Kusjesdag                                                     | 25-06-2007            | 07-07-2007            | 7               | 7            | Nr. 9 in de Single Top 100                                           |
| Je mama ziet je graag                                         | 25-02-2008            | 15-03-2008            | tip4            | -            | Nr. 49 in de Single Top 100                                          |
| De revolutie                                                  | 09-06-2008            | -                     |                 |              | Nr. 48 in de Single Top 100                                          |
| MaMaSé!                                                       | 19-10-2009            | 17-10-2009            | 2               | 10           | Nr. 1 in de Single Top 100 / Platina                                 |
| Hallo K3                                                      | 15-09-2010            | -                     |                 |              | Nr. 11 in de Single Top 100 / Titelsong Hallo K3!                    |
| Alice in Wonderland                                           | 14-02-2011            | -                     |                 |              | Nr. 24 in de Single Top 100 / Titelsong Alice in Wonderland          |
| Eyo!                                                          | 31-10-2011            | -                     |                 |              | Nr. 25 in de Single Top 100                                          |
| Waar zijn die engeltjes?                                      | 04-07-2012            | -                     |                 |              | Nr. 62 in de Single Top 100 / Titelsong K3 Bengeltjes                |
| Koning Willem-Alexander                                       | 16-04-2013            | -                     |                 |              | Nr. 90 in de Single Top 100                                          |
| 10.000 luchtballonnen                                         | 13-11-2015            | 21-11-2015            | tip22           | -            | Nr. 61 in de Single Top 100                                          |
| Waterval                                                      | 27-11-2021            | 04-12-2021            | tip12*          |              | Nr. 89 in de Single Top 100                                          |

| Single met hitnotering(en) in de Vlaamse Ultratop 50 | Datum van verschijnen | Datum van binnenkomst | Hoogste positie | Aantal weken | Opmerkingen                                                         |
| ---------------------------------------------------- | --------------------- | --------------------- | --------------- | ------------ | ------------------------------------------------------------------- |
| Wat ik wil                                           | 1998                  | -                     | -               | -            |                                                                     |
| Heyah mama                                           | 1999                  | 01-05-1999            | 2               | 25           | Nr. 2 in de Radio 2 Top 30 / Goud                                   |
| Yeke yeke                                            | 1999                  | 04-09-1999            | 4               | 12           | Nr. 4 in de Radio 2 Top 30                                          |
| I love you baby                                      | 1999                  | 27-11-1999            | 11              | 16           | Nr. 11 in de Radio 2 Top 30                                         |
| Op elkaar (remix 2000)                               | 2000                  | 25-03-2000            | 40              | 5            |                                                                     |
| Alle kleuren                                         | 2000                  | 01-07-2000            | 2               | 19           | Nr. 2 in de Radio 2 Top 30                                          |
| Yippee yippee                                        | 2000                  | 07-10-2000            | 13              | 10           | Nr. 13 in de Radio 2 Top 30                                         |
| Oma's aan de top                                     | 2000                  | 09-12-2000            | 4               | 14           | Nr. 4 in de Radio 2 Top 30                                          |
| Hippie shake                                         | 2001                  | 10-03-2001            | 22              | 10           | Nr. 3 in de Radio 2 Top 30                                          |
| Tele-Romeo / Blub, ik ben een vis!                   | 2001                  | 16-06-2001            | 1(6wk)          | 20           | Nr. 1 in de Radio 2 Top 30 / Titelsong Blub, ik ben een vis         |
| Mama's en papa's                                     | 2001                  | 29-09-2001            | 18              | 10           | Nr. 13 in de Radio 2 Top 30                                         |
| Je hebt een vriend                                   | 2001                  | 15-12-2001            | 20              | 10           | Nr. 11 in de Radio 2 Top 30                                         |
| Toveren                                              | 2002                  | 23-02-2002            | 3               | 15           | Nr. 2 in de Radio 2 Top 30 / Platina / Titelsong Doornroosje        |
| Feest                                                | 2002                  | 22-06-2002            | 7               | 15           | Nr. 3 in de Radio 2 Top 30 / Goud                                   |
| Papapa                                               | 2002                  | 28-09-2002            | 13              | 11           | Nr. 5 in de Radio 2 Top 30                                          |
| Verliefd                                             | 2002                  | 14-12-2002            | 18              | 9            | Nr. 9 in de Radio 2 Top 30                                          |
| De 3 biggetjes                                       | 2003                  | 22-03-2003            | 5               | 15           | Nr. 4 in de Radio 2 Top 30 / Titelsong De 3 biggetjes               |
| Oya lélé                                             | 2003                  | 21-06-2003            | 2               | 21           | Nr. 1 in de Radio 2 Top 30 / Platina                                |
| Frans liedje                                         | 2003                  | 25-10-2003            | 21              | 11           | Nr. 16 in de Radio 2 Top 30                                         |
| Hart verloren                                        | 2004                  | 21-02-2004            | 30              | 8            | Nr. 21 in de Radio 2 Top 30                                         |
| Liefdeskapitein                                      | 2004                  | 26-06-2004            | 8               | 14           | Nr. 8 in de Radio 2 Top 30                                          |
| Superhero                                            | 2004                  | 09-10-2004            | 16              | 8            | Nr. 8 in de Radio 2 Top 30 / Titelsong K3 en het magische medaillon |
| Zou er iemand zijn op Mars?                          | 2004                  | 04-12-2004            | tip4            |              |                                                                     |
| Kuma he                                              | 2005                  | 02-07-2005            | 2               | 20           | Nr. 1 in de Radio 2 Top 30 / Goud                                   |
| Borst vooruit                                        | 2005                  | 24-09-2005            | 13              | 6            | Nr. 8 in de Radio 2 Top 30                                          |
| Ya ya yippee                                         | 2006                  | 17-06-2006            | 3               | 23           | Nr. 2 in de Radio 2 Top 30 / Goud                                   |
| Dokter dokter                                        | 2006                  | 28-10-2006            | 28              | 9            | Nr. 13 in de Radio 2 Top 30                                         |
| Kusjesdag                                            | 2007                  | 14-07-2007            | 7               | 23           | Goud                                                                |
| Je mama ziet je graag                                | 2008                  | 08-03-2008            | 38              | 2            |                                                                     |
| De revolutie!                                        | 2008                  | 28-06-2008            | 14              | 9            |                                                                     |
| MaMaSé!                                              | 2009                  | 10-10-2009            | 1(7wk)          | 15           |                                                                     |
| De politie                                           | 2009                  | 19-12-2009            | 43              | 1            |                                                                     |
| Hallo K3                                             | 2010                  | 25-09-2010            | 2               | 11           | Titelsong Hallo K3!                                                 |
| Alice in Wonderland                                  | 2011                  | 26-02-2011            | 7               | 6            | Titelsong Alice in Wonderland                                       |
| Eyo!                                                 | 2011                  | 05-11-2011            | 11              | 7            |                                                                     |
| Waar zijn die engeltjes?                             | 2012                  | 14-07-2012            | 16              | 8            | Titelsong K3 Bengeltjes                                             |
| Zeg eens AAA                                         | 2013                  | 09-02-2013            | tip68           | -            |                                                                     |
| Parapluutje                                          | 2013                  | 09-02-2013            | tip62           | -            |                                                                     |
| Koning Willem-Alexander                              | 2013                  | 20-04-2013            | tip55           | -            |                                                                     |
| Eya hoya!                                            | 2013                  | 22-06-2013            | tip4            | -            |                                                                     |
| Loko le!                                             | 2013                  | 26-10-2013            | tip13           | -            | Titelsong K3 Dierenhotel                                            |
| Drums gaan boem                                      | 2014                  | 14-06-2014            | tip27           | -            |                                                                     |
| En ik dans                                           | 2014                  | 16-08-2014            | tip69           | -            |                                                                     |
| K3 kan het!                                          | 2014                  | 30-08-2014            | tip54           | -            |                                                                     |
| K3 Loves You                                         | 2015                  | 11-04-2015            | 14              | 6            |                                                                     |
| 10.000 luchtballonnen                                | 2015                  | 21-11-2015            | 1(1wk)          | 12           | Platina Nr.1 Vlaamse top 50                                         |
| Kusjessoldaten                                       | 2015                  | 26-12-2015            | 48              | 1            |                                                                     |
| Als het binnenregent                                 | 2015                  | 26-12-2015            | 24              | 2            |                                                                     |
| Kus van de juf                                       | 2015                  | 26-12-2015            | 39              | 1            |                                                                     |
| Jij bent de bom!                                     | 2015                  | 26-12-2015            | 31              | 1            |                                                                     |
| Jodelee                                              | 2016                  | 13-02-2016            | tip39           | -            |                                                                     |
| Ushuaia                                              | 2016                  | 03-09-2016            | 34              | 1            |                                                                     |
| Love boat baby                                       | 2016                  | 29-10-2016            | tip20           | -            |                                                                     |
| De aarde beeft                                       | 2017                  | 21-01-2017            | tip15           | -            |                                                                     |
| Pina Colada                                          | 2017                  | 17-06-2017            | 49              | 1            |                                                                     |
| Liefde is overal                                     | 2017                  | 14-10-2017            | tip             | -            | Titelsong K3 Love Cruise                                            |
| Disco oma                                            | 2017                  | 13-01-2018            | tip             | -            |                                                                     |
| Whoppa!                                              | 2018                  | 24-03-2018            | tip44           | -            |                                                                     |
| Luka Luna                                            | 2018                  | 03-08-2018            | tip22           | -            |                                                                     |
| Mooier dan je denkt                                  | 2018                  | 15-12-2018            | tip             | -            |                                                                     |
| Heyah mama 2.0                                       | 2019                  | 23-03-2019            | tip15           | -            |                                                                     |
| Jij bent mijn Gigi                                   | 2019                  | 15-06-2019            | tip40           | -            |                                                                     |
| Altijd blijven dromen                                | 2019                  | 05-10-2019            | tip             | -            |                                                                     |
| Bubbel                                               | 2020                  | 02-05-2020            | tip             | -            |                                                                     |
| Bikini vol zand                                      | 2020                  | 20-06-2020            | tip             | -            |                                                                     |
| Dans van de farao                                    | 2020                  | 24-10-2020            | tip             | -            | Titelsong K3: Dans van de farao                                     |
| Beter als je danst                                   | 2021                  | 22-05-2021            | tip             | -            |                                                                     |
| Waterval                                             | 27-11-2021            | 04-12-2021            | 1               | 14           |                                                                     |
| Goden                                                | 05-06-2025            | 28-06-2025            | 40              | 2*           | Nr. 6 in de Vlaamse Top 30                                          |

### Dvd's
| Muziek-dvd met eventuele hitnotering(en) in de Nederlandse Muziek Dvd Top 30 | Datum van verschijnen | Datum van binnenkomst | Hoogste positie | Aantal weken | Opmerkingen                |
| ---------------------------------------------------------------------------- | --------------------- | --------------------- | --------------- | ------------ | -------------------------- |
| Alle Kleuren... en meer!                                                     | 19-11-2001            | 06-04-2002            | 7               | 9            |                            |
| Tele-Romeo... en meer!                                                       | 14-06-2002            | 13-07-2002            | 5               | 7            |                            |
| Doornroosje, de musical                                                      | 23-01-2003            | 01-02-2003            | 3               | 9            |                            |
| Toveren Tour                                                                 | 2-05-2003             | 17-05-2003            | 1(2wk)          | 27           | Goud                       |
| De 3 biggetjes, de musical                                                   | 30-10-2003            | 08-11-2003            | 5               | 9            |                            |
| K3 in de Ardennen                                                            | 24-11-2003            | 27-12-2003            | 5               | 19           | Goud                       |
| K3 in Wonderland                                                             | 16-02-2004            | 06-03-2004            | 1(2wk)          | 30           | Goud                       |
| 5 jaar K3                                                                    | 10-03-2004            | 27-03-2004            | 3               | 19           |                            |
| Alle kleuren & Tele-Romeo...en meer!                                         | 2004                  | 18-09-2004            | 3               | 3            |                            |
| De wereld rond                                                               | 9-05-2005             | 21-05-2005            | 1(1wk)          | 48           |                            |
| K3 in Ahoy                                                                   | 27-04-2006            | 13-05-2006            | 2               | 25           |                            |
| Zing en Dans mee met K3                                                      | 2008                  | 13-09-2008            | 5               | 48           |                            |
| K3 en het Toverhart                                                          | 12-11-2008            | 29-11-2008            | 9               | 44           |                            |
| K3 Show MaMaSé!                                                              | 19-05-2010            | 22-05-2010            | 1(12wk)         | 82           | Bestverkochte dvd van 2010 |
| K3 en het wensspel!                                                          | 27-10-2010            | 30-10-2010            | 1(4wk)          | 39           |                            |
| K3 en de Wondermachine Show                                                  | 26-01-2011            | 29-01-2011            | 1(7wk)          | 79           |                            |
| Alice in Wonderland                                                          | 14-09-2011            | 17-09-2011            | 1(5wk)          | 69           | Platina                    |
| K3 en het droombed                                                           | 15-02-2012            | 25-02-2012            | 1(4wk)          | 78           |                            |
| K3 in concert - Live in Ahoy                                                 | 16-05-2012            | 12-05-2012            | 1(11wk)         | 88           |                            |
| De beste K3 shows                                                            | 21-11-2012            | 01-12-2012            | 19              | 1            |                            |
| Modemeiden                                                                   | 30-01-2013            | 30-01-2013            | 1(4wk)          | 63           |                            |
| 15 jaar - De beste clips                                                     | 21-08-2013            | 24-08-2013            | 1(1wk)          | 59           |                            |
| 15 jaar- Verjaardagsshow                                                     | 25-09-2013            | 28-09-2013            | 2               | 73           |                            |
| Muziekspecials box                                                           | 2014                  | 18-10-2014            | 14              | 9            |                            |
| Kan het! Show                                                                | 2015                  | 21-03-2015            | 1(2wk)          | 25           |                            |
| Dansstudio                                                                   | 2016                  | 04-06-2016            | 1(10wk)         | 87           |                            |
| K3 loves you - De afscheidstour van Karen, Kristel & Josje                   | 2016                  | 03-09-2016            | 1(5wk)          | 82           |                            |
| Iedereen K3 Vol 1                                                            | 2017                  | 11-02-2017            | 8               | 23           |                            |
| Iedereen K3 Vol 2                                                            | 2017                  | 27-05-2017            | 2               | 17           |                            |
| Dansstudio - Ushuaia                                                         | 2017                  | 17-06-2017            | 1(1wk)          | 76           |                            |
| K3 show - K3 in de ruimte                                                    | 2017                  | 09-09-2017            | 1(1wk)          | 72           |                            |
| Het beste van K3                                                             | 2017                  | 18-11-2017            | 21              | 1            |                            |
| Iederee K3 Vol 3                                                             | 2018                  | 03-03-2018            | 6               | 18           |                            |
| K3 loves you / K3 show - K3 in de ruimte                                     | 2018                  | 24-11-2018            | 2               | 15           |                            |

| Dvd's met hitnoteringen in de Vlaamse Muziek-DVD Ultratop 10/20 | Datum van verschijnen | Datum van binnenkomst | Hoogste positie | Aantal weken | Opmerkingen                                      |
| --------------------------------------------------------------- | --------------------- | --------------------- | --------------- | ------------ | ------------------------------------------------ |
| In wonderland                                                   | 2004                  | 20-03-2004            | 1(1wk)          | 7            |                                                  |
| 5 jaar                                                          | 2004                  | 20-03-2004            | 2               | 27           |                                                  |
| Doornroosje, de musical                                         | 2004                  | 24-07-2004            | 6               | 13           |                                                  |
| Toveren / In wonderland                                         | 2005                  | 19-02-2005            | 6               | 4            |                                                  |
| De wereld rond                                                  | 2005                  | 14-05-2005            | 1(1wk)          | 23           |                                                  |
| In Ahoy'                                                        | 2006                  | 06-05-2006            | 1(5wk)          | 38           |                                                  |
| Karaoke                                                         | 2007                  | 15-12-2007            | 2               | 37           |                                                  |
| K3 en het heksenexamen / De wereld rond / K3 in Ahoy            | 2008                  | 19-04-2008            | 1(3wk)          | 29           |                                                  |
| K3 en het toverhart                                             | 2008                  | 29-11-2008            | 3               | 48           |                                                  |
| MaMaSé! show                                                    | 2010                  | 29-05-2010            | 1(12wk)         | 105          | Bestverkochte dvd van 2010                       |
| K3 en het wensspel                                              | 2010                  | 06-11-2010            | 1(4wk)          | 46           |                                                  |
| De wondermachine - show                                         | 2011                  | 05-02-2011            | 1(21wk)         | 85           |                                                  |
| De 3 biggetjes                                                  | 2011                  | 02-04-2011            | 5               | 16           |                                                  |
| Alice in Wonderland                                             | 2011                  | 17-09-2011            | 1(11wk)         | 89           | Bestverkochte dvd van 2011                       |
| K3 en het droombed                                              | 2012                  | 18-02-2012            | 1(6wk)          | 81           |                                                  |
| K3 in concert - Live in Ahoy                                    | 2012                  | 19-05-2012            | 1(9wk)          | 69           |                                                  |
| Modemeiden                                                      | 2013                  | 02-02-2013            | 1(23wk)         | 77*          | Bestverkochte dvd van 2013 / langs op nr. 1 ooit |
| 15 jaar - De beste clips                                        | 2013                  | 24-08-2013            | 1(3wk)          | 52*          |                                                  |
| 15 jaar - verjaardagsshow                                       | 2013                  | 28-09-2013            | 1(15wk)         | 48*          |                                                  |

## Filmografie
Deze filmografie is alleen van toepassing voor K3 in zijn complete samenstelling. Zie de persoonlijke pagina's van de leden voor andere producties waar ze deel van uitmaken.

### Eerste bezetting (Karen, Kristel en Kathleen)
| Film            | Film                               | Film                                                                            |
| Jaar            | Productie                          | Opmerking                                                                       |
| --------------- | ---------------------------------- | ------------------------------------------------------------------------------- |
| 2004            | K3 en het magische medaillon       |                                                                                 |
| 2006            | K3 en het ijsprinsesje             |                                                                                 |
| 2006            | Piet Piraat en het vliegende schip | Stemmen van vleesetende planten                                                 |
| 2007            | K3 en de kattenprins               |                                                                                 |
| Specials        |                                    |                                                                                 |
| Jaar            | Productie                          | Opmerking                                                                       |
| 2002            | K3 in Zwitserland                  | Direct-naar-video                                                               |
| 2003            | K3 in de Ardennen                  | Direct-naar-video                                                               |
| 2006            | K3 in de sneeuw                    | Direct-naar-video                                                               |
| Shows           |                                    |                                                                                 |
| Jaar            | Productie                          | Opmerking                                                                       |
| 2000            | De wereld van K3                   |                                                                                 |
| 2001            | Tele-Romeo Tour                    |                                                                                 |
| 2002            | Toveren Tour                       |                                                                                 |
| 2003            | K3 in Wonderland                   |                                                                                 |
| 2004            | K3 de wereld rond                  |                                                                                 |
| 2005            | K3 in Ahoy/Het Sportpaleis (2005)  |                                                                                 |
| 2006            | K3 en het heksenexamen             |                                                                                 |
| 2008            | K3 en het toverhart                |                                                                                 |
| Musical         |                                    |                                                                                 |
| Jaar            | Productie                          | Opmerking                                                                       |
| 2002            | Doornroosje                        | Als Goede Feeën Karamella (Karen), Kristella (Kristel) en Kathalenia (Kathleen) |
| 2003, 2007      | De 3 Biggetjes                     | Als Knarri (Karen), Knirri (Kristel) en Knorri (Kathleen)                       |
| Serie/Televisie |                                    |                                                                                 |
| Jaar            | Productie                          | Opmerking                                                                       |
| 2000, 2002      | Samson en Gert                     | Afl. K3 op bezoek en K3 komt niet                                               |
| 2003-2009       | De Wereld van K3                   |                                                                                 |

### Tweede bezetting (Karen, Kristel en Josje)
| Film            | Film                              | Film                                      |
| Jaar            | Productie                         | Opmerking                                 |
| --------------- | --------------------------------- | ----------------------------------------- |
| 2012            | K3 Bengeltjes                     |                                           |
| 2014            | K3 Dierenhotel                    |                                           |
| Specials        |                                   |                                           |
| Jaar            | Productie                         | Opmerking                                 |
| 2010            | K3 en het wensspel                | Direct-naar-video                         |
| 2011            | K3 en het droombed                | Direct-naar-video                         |
| 2012            | K3 Modemeiden                     | Direct-naar-video                         |
| 2014            | K3 in Nederland                   | Direct-naar-video                         |
| Shows           |                                   |                                           |
| Jaar            | Productie                         | Opmerking                                 |
| 2009            | MaMaSé!                           |                                           |
| 2010            | K3 en de Wondermachine            |                                           |
| 2012            | K3 in Ahoy/Het Sportpaleis (2012) |                                           |
| 2013            | K3 Verjaardagsshow 15 jaar        |                                           |
| 2014-2015       | K3 Kan Het! Show                  |                                           |
| 2015-2016       | Afscheidstour                     |                                           |
| Musical         |                                   |                                           |
| Jaar            | Productie                         | Opmerking                                 |
| 2011            | Alice in Wonderland               |                                           |
| Serie/Televisie |                                   |                                           |
| Jaar            | Productie                         | Opmerking                                 |
| 2009            | K2 zoekt K3                       | Zoektocht naar de opvolgster van Kathleen |
| 2010-2013       | De Wereld van K3                  |                                           |
| 2010-2012       | Hallo K3!                         | Comedyserie                               |
| 2014-2015       | K3 Kan Het!                       | Wensprogramma                             |

### Derde bezetting (Hanne, Klaasje en Marthe)
| Film            | Film                        | Film                                     |
| Jaar            | Productie                   | Opmerking                                |
| --------------- | --------------------------- | ---------------------------------------- |
| 2017            | K3 Love Cruise              |                                          |
| 2020            | K3 Dans van de Farao        |                                          |
| Shows           |                             |                                          |
| Jaar            | Productie                   | Opmerking                                |
| 2015-2016       | Afscheidstour               |                                          |
| 2017            | K3 in de ruimte             |                                          |
| 2018            | K3 Vlindershow              |                                          |
| 2019            | 20 jaar K3                  |                                          |
| 2021            | K3 Dromenshow               | Afscheid van Klaasje                     |
| Serie/Televisie |                             |                                          |
| Jaar            | Productie                   | Opmerking                                |
| 2015            | K3 zoekt K3                 | Zoektocht naar de nieuwe K3              |
| 2015-2021       | K3 - Muziekclips            |                                          |
| 2015            | Dit is K3!                  | Realityreeks                             |
| 2016            | Wij zijn K3!                | Docureeks                                |
| 2016            | De Avonturen van K3         | Animatiereeks                            |
| 2016-2017       | Iedereen K3                 |                                          |
| 2016-2017       | K3 dansstudio               |                                          |
| 2017-2021       | K3 Vlogt                    |                                          |
| 2018            | De tafel van K3             |                                          |
| 2018-2020       | The Voice Kids (Vlaanderen) | Als juryleden/coaches                    |
| 2018-2020       | K3 Roller Disco             |                                          |
| 2019            | K3 Dromen                   | Poppenspelprogramma                      |
| 2020            | K3 Roller Disco Club        | Spin-off van de fictiereeks              |
| Specials        |                             |                                          |
| Jaar            | Productie                   | Opmerking                                |
| 2015-2016       | Welkom bij K3!              |                                          |
| 2016            | Het dagboek van K3 2016     |                                          |
| 2017            | Overal K3                   |                                          |
| 2017            | Het dagboek van K3 2017     |                                          |
| 2018            | Het dagboek van K3 2018     | K3 blikt terug op het derde jaar in 2018 |
| 2020            | Just Dance 2020             | Met de single 10.000 luchtballonnen      |
| 2021            | Just Dance 2021             | Met de single Dans van de farao          |

### Vierde bezetting (Hanne, Marthe en Julia)
| Film            | Film                             | Film                                                  |
| Jaar            | Productie                        | Opmerking                                             |
| --------------- | -------------------------------- | ----------------------------------------------------- |
| 2024            | K3 en het lied van de zeemeermin |                                                       |
| Shows           |                                  |                                                       |
| Jaar            | Productie                        | Opmerking                                             |
| 2022            | Kom erbij!                       | Officiële intrede Julia                               |
| 2022-2023       | K3 Live in Concert               |                                                       |
| 2023            | Vleugels                         |                                                       |
| 2023            | K3 Live Late Night               |                                                       |
| 2025            | Zeesterren                       |                                                       |
| Musical         |                                  |                                                       |
| Jaar            | Productie                        | Opmerking                                             |
| 2024            | De 3 Biggetjes                   | Als Knarri (Hanne), Knirri (Marthe) en Knorri (Julia) |
| Serie/Televisie |                                  |                                                       |
| Jaar            | Productie                        | Opmerking                                             |
| 2021            | K2 zoekt K3                      | Zoektocht naar de opvolg(st)er van Klaasje            |
| 2021-heden      | K3 - Muziekclips                 |                                                       |
| 2021-heden      | K3 Vlogt                         |                                                       |
| 2021            | K3, een nieuw begin              | Realityreeks                                          |
| 2022            | The Voice Kids (Vlaanderen)      | Als juryleden/coaches                                 |
| 2022            | K3: een nieuwe start             | Docureeks                                             |
| 2022            | K3 Vriendenboek                  |                                                       |
| 2022            | K3, één jaar later               | K3 blikt terug op het eerste jaar met Julia           |
| 2023-2024       | Liefde voor muziek               | Als deelnemers                                        |
| 2023            | Team K3                          | Docureeks                                             |
| Specials        |                                  |                                                       |
| Jaar            | Productie                        | Opmerking                                             |
| 2021            | K2 zoekt mee                     |                                                       |
| 2022            | Just Dance 2022                  | Met de single Waterval                                |
| 2023            | Just Dance 2023                  | Met de single Vleugels                                |
| 2023            | Een terugblik op 25 jaar K3      |                                                       |